# Lviv
Lviv (ukrainsk: Львів, tr. Lviv; polsk: Lwów; jiddisch: לעמבערג; latin: Leopolis (dvs. "Løvebyen"); tysk: Lemberg; russisk: Львов, tr. Lvov) er en by i Østgalicien i det vestlige Ukraine. Byen har et areal på 182 km2
og et befolkningstal på 717.273 (2022) indbyggere. Den blev grundlagt i 1256 af fyrst Daniel af Galicien-Volhynien og blev opkaldt efter hans søn Lev.
Lviv er en universitetsby med et rigt kulturliv og smuk arkitektur. Byen blev kun i beskeden grad bombet under Anden Verdenskrig. Omkring halvdelen af alle kulturminder i Ukraine befinder sig i Lviv, og det historiske centrum i byen er optaget på UNESCO's Verdensarvsliste.

## Historie

### Tidlige historie
Byen blev grundlagt i 1256 af fyrst Daniel af Fyrstendømmet Galicien-Volhynien, der tilhørte Rurikslægten, og blev opkaldt efter hans søn Lev. Efter at den lokale fyrstelinje af Rurikslægten uddøde, tilfaldt Lwów først Storfyrstendømmet Litauen i 1340 og Kongeriget Polen i 1349 og hørte herefter længe under den polske krone. I 1346 gav kong Kasimir 3. af Polen byen byrettigheder. Som en af de ti største og mest indflydelsesrige byer i Polen havde Lwów ret til at deltage i valget af konger i Polen (efter indførelsen af valg i 1569).

### Den østrigske periode
Ved Polens første deling mellem Preussen, Rusland og Østrig i 1772 lå Lwów i den del af Polen, der tilfaldt Østrig. Fra 1772 til 1918 var den under navnet Lemberg hovedstad i det habsburgske kongerige Galicien og Lodomerien, der var en del af de Habsburgske Arvelande og fra 1867 var et af kronlandene i Østrig-Ungarn, og Storhertugdømmet Krakow med hertugdømmerne Auschwitz og Zator.
Efter Polens tab af uafhængighed var byen et førende center for polsk kultur. Polske museer, teatre, biblioteker, foreninger, sportsforeninger (herunder de ældste polske fodboldklubber) blev oprettet her.

### Mellemkrigstiden
Efter Første Verdenskrig og Østrig-Ungarns opløsning i 1918, blev Lviv igen en del af den genetablerede polske stat, hvor den var Polens tredjestørste by (efter Warszawa og Łódź). Samme dag som Versaillestraktaten blev underskrevet i 1919, blev den polske minoritetstraktat underskrevet. Den var påtvunget landet for at sikre polske minoriteters borgerrettigheder. Artikel 4 i traktaten fastslog, at enhver født i Lviv inden aftalen blev signeret i 1919, var at anse som polsk borger, "ipse facto og uden formaliteter". Man behøvede ikke at indsende nogen ansøgning. I september 1934 tilsidesatte den polske udenrigsministeren Józef Beck minoritetstraktaten i en tale til Folkeforbundet, og jøder og andre polske minoriteter blev dermed statsløse.

### Anden Verdenskrig
Under Anden Verdenskrig blev Lviv skiftevis besat af Sovjetunionen og Nazi-Tyskland. Byen blev omringet af tyske styrker 14. september 1939 efter invasionen af Polen to uger tidligere. Sovjetiske tropper angreb 17. september, og polske styrker opgav byen 22. september. Byen blev herefter besat af Sovjetunionen, og byens polske flertalsbefolkning blev fordrevet. Polske officerer og menige blev interneret i Sovjetunionen, og mange af officererne henrettet i Katyn.
Da Nazi-Tyskland i juni 1941 invaderede Sovjetunionen, blev byen snart besat af tyske tropper. Dens jødiske befolkning var stor, og snart indledte civilbefolkningen omfattende pogromer. Da ukrainsk hjælpepoliti begyndte at arrestere jøder om morgenen 25. juli 1941, gik civilbefolkningen samtidig løs på dem ude i gaderne. Tyskerne nøjede sig først med at se til, men da SS Einsatzgruppen ankom byen, iværksatte disse massemord på jøder. I september samme år blev byen gjort til en del af Generalguvernementet under Hans Frank. I 1944 indtog Den røde hær byen. 
Mellem september 1914 og juli 1944 skiftede byen således hænder otte gange. Under første verdenskrig hed byparken Stadtpark og lå omkring Landtagsgebäude, parlamentet i Galicja, Østrig-Ungarns østligste provins. Ti år senere lå parken på det samme sted, men nu i Polen, og byparken hed Park Kościuszki. Parlamentet var borte, men bygningen lå der endnu, og husede nu Jan Kazimierz-universitetet. Sommeren 1941, da Generalguvernementet overtog byen, blev sproget tysk igen, parkbænkene arianiseret og stod nu i Jesuitengarten (= Jesuithaven). Senere er parken blevet til Ivan Franko-parken, med navn efter en ukrainsk forfatter, som har også har givet navn til universitetsbygningen.

### Under Sovjetunionen
Efter krigen blev byen indlemmet i Sovjetunionen, hvor den blev en del af den Ukrainske Socialistiske Sovjetrepublik, ligesom resten af Østgalicien.

### Under Ukraine
Ved Sovjetunionens opløsning i 1991 blev Lviv en del af den uafhængige stat Ukraine. Ved folkeafstemningen om Ukraines uafhængighed den 1. december 1991 stemte 97,46% af vælgerne i Lviv oblast for Ukraines uafhængighed (med en stemmeprocent på 95.24%).
Lviv er en universitetsby med et stort kulturelt tilbud og køn arkitektur. Byen blev i beskeden grad bombet under anden verdenskrig, og slap også for de værste forfølgelser under Stalin. Omkring halvdelen af alle kulturminder i Ukraine befinder sig i Lviv. Byen har daglige flyforbindelser til Warszawa, Frankfurt am Main og Wien.

## Geografi
Lviv ligger på Lviv-plateauet (ukrainsk: Львівське плато, tr. Lvivske plato), et højtliggende kuperet område, som er beliggende i den yderste nordvestlige del af det podiliske højland, et arealmæssigt stort højland i det vestlige Ukraine. Fra byens udkant strækker det ca. 180 kilometer lange kuperede bakkedrag Roztocze sig mod nordvest ind i det sydøstlige Polen. Lviv ligger ca. 160 kilometer nord for bjergkæden Østlige Karpater og ca. 440 kilometer vest for Ukraines hovedstad Kyiv. Statsgrænsen til Polen løber ca. 70 kilometer vest for byen.
Lviv ligger lige på det europæiske hovedvandskel, der udgør et bakkedrag i byen. Syd for dette løber floderne ud i Sortehavet, nord herfor løber de ud i Østersøen. Den kanaliserede flod Poltva, som flyder gennem byen under jorden, løber ud i floden Bug og dermed gennem floden Vistula ud i Østersøen.

## Demografi
Lviv har et beregnet indbyggertal på 717.273 (2022) indbyggere. Ved den seneste folketælling i Ukraine i 2001 havde byen et indbyggertal på 732.818 indbyggere.

### Befolkningsudvikling
| 1939        | 1959    | 1970    | 1979    | 1989    | 2001    | 2019    | 2022    |
| ----------- | ------- | ------- | ------- | ------- | ------- | ------- | ------- |
| ca. 340.000 | 410.678 | 553.452 | 667.243 | 790.908 | 732.818 | 724.713 | 717.273 |

## Politik og administration
Lviv er hovedby i Lviv oblast, en af Ukraines 24 oblaster (regioner). Den er også administrativt centrum i Lviv rajon (distrikt), som blev udvidet ved den administrative reform i Ukraine i 2020.. I 2020 blev selve byens administration også samlet i den nye Lviv byhromada (bykommune) (ukrainsk: Львівська міська громада, tr. Lvivska miska hromada). Byens nuværende borgmester er Andrij Sadovij.
Byen Lviv er inddelt i seks rajoner (distrikter eller bydele) med et vist politisk selvstyre.

## Galleri
- Dominikanerkirke i barok.
- Potocki-paladset.
- Jesuitkirke.
- Kong Johan Sobieskis hus.
- Stanisław Lems barndomshjem.
- Bernardinerkirken.
- Hovedbanegården.
- Opera